# هندسة واسعة النطاق

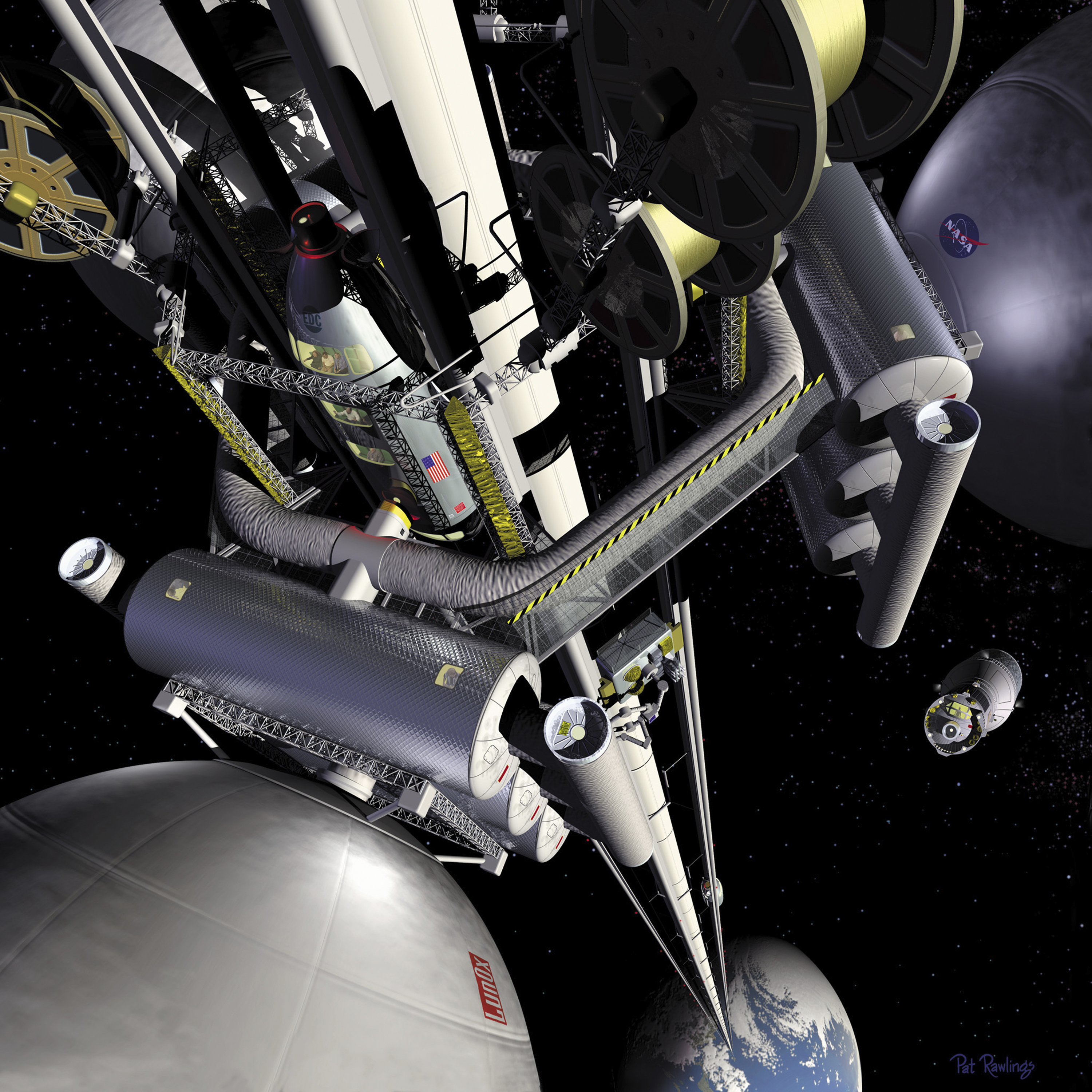
مفهوم الفنان: المصعد الفضائي الروسي الوحيد. تم تصور ودراسة مفهوم الخيال العلمي "ذات مرة" للمصعد الفضائي كنظام نقل جماعي حقيقي في الجزء الأخير من القرن العشرين. قام ديفيد سميثرمان من مكتب المشاريع المتقدمة التابع لمركز مارشال لرحلات الفضاء التابع لناسا بتجميع خطط لمثل هذا المصعد.

الهندسة واسعة النطاق هي شكل من أشكال الهندسة الاستكشافية المعنية ببناء الهياكل على نطاق هائل. عادةً ما يكون طول هذه الهياكل 1000 كم (620 ميل) على الأقل وبعبارة أخرى على الأقل ميغابايت واحد، ومن هنا جاء الاسم. وتسمى هذه الهياكل واسعة النطاق.

## نبذة
بالإضافة إلى الهياكل واسعة النطاق، تُعرَّف الهندسة العملاقة أيضًا على أنها تشمل تحويل الكواكب بأكملها إلى بيئة صالحة للإنسان، وهي عملية تُعرف باسم هندسة الكواكب الأرضية. وقد يشمل ذلك أيضًا تحول ظروف السطح، والتغيرات في مدار الكوكب، والهياكل الموجودة في المدار بهدف تعديل توازن الطاقة.

## الفلك
الهندسة الفلكية هي امتداد للهندسة العملاقة لتشمل هياكل عملاقة على نطاق نجمي أو أكبر.
بنيت العديد من الهياكل الضخمة مثل مغلاف ديسون.
تتطلب مفاهيم هندسة الكواكب الأخرى أو النقل بين النجوم مركبة فضائية تعمل بالطاقة الشمسية والبنية التحتية اللوجستية الفضائية المصاحبة لقوتها أو بنائها.

## التصميم
تم تصميم عدد قليل جدًا من الهياكل الضخمة على الورق كهندسة استكشافية. ومع ذلك فإن قائمة الهياكل الضخمة الحالية والمخطط لها معقدة عن طريق تصنيف ما يشكل بالضبط البنية الضخمة.
تم العثور على قائمة أكثر اكتمالا من الهياكل الضخمة جنبا إلى جنب مع مناقشة معايير البنية الضخمة تحت الإنشاء.
من بين جميع الهياكل الضخمة المقترحة، يمكن فقط بناء المصعد المداري، ومفاهيم المصاعد الفضائية المريخية أو القمرية باستخدام تقنيات الهندسة التقليدية، وهي في متناول علم المواد الحالي.

## تقنية النانو
قد يكون للأنابيب النانوية الكربونية قوة الشد المطلوبة للمصعد الفضائي الأرضي الأكثر تحديا من الناحية التكنولوجية، ولكن إنشاء الأنابيب النانوية ذات الطول المطلوب هو تمرين معملي.